# Democratic Congress Alliance
Die Democratic Congress Alliance (DCA) (deutsch „Demokratische Kongress-Allianz“)  war eine demokratische politische Partei in Gambia.

## Geschichte
Die Democratic Congress Alliance entstand 1960 in der britischen Kolonie Gambia aus dem Zusammenschluss der beiden Parteien Gambia Democratic Party (GDP) und des Gambia Muslim Congress (GMC). Die Intention der beiden früheren Parteiführer Reverend John Colley Faye und Ibrahima Momodou Garba-Jahumpa war die Gründung einer starken politischen Kraft. 1960 sollten zum ersten Mal allgemeine Wahlen abgehalten werden, nachdem das Protektorat und die Kolonie zusammengeschlossen wurden. Die neu formierte Partei musste dabei gegen die United Party (UP) und People’s Progressive Party (PPP) antreten.
Allerdings wurden zu den Parlamentswahlen zum House of Representatives nur drei Kandidaten gewählt. 1961 machten die Parteiführer der DCA das Angebot, ein Abkommen mit der PPP, die von dem späteren Staatspräsidenten Dawda Jawara geführt wurde, einzugehen – was aber kein Zusammenschluss sein sollte. Zu den Wahlen 1962 koalierte die DCA mit der PPP, wobei die DCA einen Sitz in dem erweiterten House of Representatives gewinnen konnte.
Politische Differenzen zwischen Garba-Jahumpa und Faye führten zur baldigen Auflösung der Partei. Garba-Jahumpa setzte seinen Weg in die neu gegründete Gambia Congress Party (GCP) fort, der Rest der DCA ging 1965 in der PPP auf.

## Wahlergebnisse
| \| Wahlergebnisse \| Wahlergebnisse \| Wahlergebnisse \| Wahlergebnisse \| Wahlergebnisse \| \| Wahl \| Jahr \| Stimmenanzahl \| Stimmenanteil \| Sitze oder Präsidentschaftskandidat \| \| -------------- \| -------------- \| -------------- \| -------------- \| ----------------------------------- \| \| Parlament \| 1960 \| 3.526 \| 5,1 % \| 1 von 19 \| \| Parlament \| 1962 \| 4.180 \| 4,3 % \| 1 von 32 \| | Stimmanteile (in %) 8% 6% 4% 2% 0% 6062 |               |               |                                     |
| Wahlergebnisse |                                         |               |               |                                     |
| Wahl | Jahr                                    | Stimmenanzahl | Stimmenanteil | Sitze oder Präsidentschaftskandidat |
| Parlament | 1960                                    | 3.526         | 5,1 %         | 1 von 19                            |
| Parlament | 1962                                    | 4.180         | 4,3 %         | 1 von 32                            |